# Cestrum palmeri
Cestrum palmeri là loài thực vật có hoa trong họ Cà. Loài này được Francey mô tả khoa học đầu tiên năm 1936.